# Ted Cruz
Rafael Edward "Ted" Cruz, född 22 december 1970 i Calgary, Alberta i Kanada, är en amerikansk advokat och republikansk politiker. Sedan den 3 januari 2013 är han ledamot av USA:s senat där han representerar delstaten Texas.

## Biografi
Cruz är född i Kanada, dit hans föräldrar hade flyttat 1967. Familjen flyttade tillbaka till USA 1974 och från fyra års ålder växte Cruz upp i Houston i Texas. Hans mor är född i Wilmington i Delaware och hans far är född på Kuba. Han har två äldre halvsystrar från faderns  tidigare äktenskap.
Cruz avlade kandidatexamen (B.A.) i statsvetenskap vid Princeton University 1992 och fortsatte därefter sina studier vid Harvard University, där han avlade juristexamen (J.D.) vid Harvard Law School 1995. Han gick ut med magna cum laude, och tillhörde därmed de omkring tio procent bästa studenterna i sin årgång. Under tiden vid Harvard var han även redaktör för tidskriften Harvard Law Review.
Efter studierna var Cruz notarie åt chefsdomare William Rehnquist i USA:s högsta domstol åren 1995 och 1996. Cruz arbetade därefter som advokat. En av hans klienter var George W. Bush i samband med omräkningen av röster i Florida i presidentvalet 2000. Cruz var även en av Bushs politiska rådgivare under dennes presidentkampanj 2000.
Cruz gifte sig med Heidi Nelson den 27 maj 2001. Paret har två döttrar, Caroline och Catherine.
Cruz är baptist.

## Politisk karriär

### Ledamot i senaten (2013–)

#### Senatsvalet 2012
Den 6 november 2012 vann Cruz senatsvalet i Texas med 56,6 procent av rösterna, mot Demokraternas kandidat Paul Sadler som fick 40,5 procent av rösterna.

#### Friktion med andra republikaner
Cruz har haft en hård retorik mot andra republikanska politiker och hans relation till olika republikanska medlemmar av kongressen har varit spända. Under republikanska partiets primärval 2016 beskrev John Boehner Cruz som "Lucifer i egen hög person", och under en intervju citerades Lindsey Grahams ord "Om du dödade Cruz på senatens golv och rättegången var i senaten skulle ingen döma dig." En av Cruzs få nära allierade i senaten är Mike Lee från Utah.

#### Senatsvalet 2018
I senatsvalet 2018 ställde Cruz upp för en andra mandatperiod som senator från Texas. Cruz vann den republikanska nomineringen med över 80 procent av rösterna och mötte sedan Demokraternas kandidat Beto O'Rourke i senatsvalet. Cruz släppte en reklamfilm som hånade O'Rourkes användning av smeknamnet "Beto", eftersom hans riktiga namn är Robert. Cruz kritiserades snabbt för hyckleri, eftersom hans oanvända förnamn är Rafael. Valet hölls den 6 november 2018, och Cruz besegrade O'Rourke med 50,9 procent av rösterna mot O'Rourkes 48,3 procent. Cruz omvaldes därmed för en andra mandatperiod.

## Presidentkampanjen 2016
Under ett tal vid Liberty University i Lynchburg i Virginia den 23 mars 2015 meddelade Cruz sin kandidatur till att bli republikanernas presidentkandidat i presidentvalet 2016. Den 27 april 2016 meddelade Cruz att, om han blir republikanernas kandidat, kommer Carly Fiorina att vara hans vicepresidentkandidat.
Den 4 maj 2016 hoppade Cruz av sin kandidatur, till följd av förlusten mot Donald Trump i primärvalet i Indiana.

## Politiska åsikter
Bland Cruz politiska åsikter kan nämnas att han är pro-life och anser att "abort endast borde vara tillåtet i fall där graviditeten hotar moderns liv". Han är emot samkönade äktenskap. Han stöder inte forskarkollegiets konsensus gällande global uppvärmning. Under 2017 var Cruz en av 22 senatorer som undertecknade ett brev till USA:s president Donald Trump som uppmanade presidenten att få USA att dra sig ur Parisavtalet.
Cruz har beskrivits som en religiös konservativ och en konstitutionell konservativ med libertarian lutning. I GovTrack röstningsbedömning för åren 2015-2017 rankades Cruz som den tredje mest konservativa medlemmen i senaten.